# 독발부
독발부(禿髮部) 또는 하서부(河西部)는 선비족의 일파로서, 남량을 건국하였다. 독발부는 돌궐에 가까운 선비족으로 남양이 멸망한 이후에 북위에 귀족되었다.

## 하서부(河西部)
| 성명                   | 재위        |
| ---------------------- | ----------- |
| 독발필고(禿髮匹孤)     | 210년—231년 |
| 독발수전(禿髮壽闐)     | 231년—252년 |
| 독발수기능(禿髮樹機能) | 252년—279년 |
| 독발무환(禿髮務丸)     | 279년—？    |
| 독발추근(禿髮推斤)     | ？—365년    |
| 독발사복건(禿髮思復鞬) | 365년—？    |

## 남량의 역대 황제
| 대수 | 묘호       | 시호       | 성명                   | 연호                                              | 재위기간      |
| 1대  | 열조(烈祖) | 무왕(武王) | 독발오고(禿髪烏孤)     | 태초(太初) 397년 ~ 399년                          | 397년 ~ 399년 |
| 2대  | -          | 강왕(康王) | 독발리록고(禿髪利鹿孤) | 건화(建和) 400년 ~ 402년                          | 399년 ~ 402년 |
| 3대  | -          | 경왕(景王) | 독발녹단(禿髪傉檀)     | 홍창(弘昌) 402년 ~ 404년 가평(嘉平) 408년 ~ 414년 | 402년 ~ 414년 |

## 같이 보기
- 탁발선비